# Humberto Moreno
Saturnino Humberto Moreno Ramírez (Buin, 28 de octubre de 1903-Buin, 18 de mayo de 1983) fue un profesor y futbolista chileno que se desempeñaba como delantero interior. En el año 1925 fue uno de los fundadores del club Colo-Colo.
En conjunto con David Arellano, Moreno fue el primer jugador de Colo-Colo en ser llamado a la selección de Chile, de la que formó parte en el Campeonato Sudamericano 1926.

## Trayectoria
Llegó a estudiar a la Escuela Normal de Santiago, donde integró el equipo de la institución. Pronto ingresó a Magallanes, y en 1925 fue uno de los fundadores de Colo-Colo.
Participó con el cuadro albo de la gira a Europa en 1927. Perdió protagonismo en la titularidad, y participó del segundo conjunto de Colo-Colo antes de llegar al Santiago, donde se retiró de la actividad.
En la comuna de Buin se encuentra ubicada una escuela que lleva su nombre.

## Selección nacional
Fue internacional con la selección chilena entre los años 1923 y 1926, participó en una edición del Campeonato Sudamericano. Disputó cinco partidos oficiales en los que anotó un gol, además participó en un partido no oficial en el que anotó dos goles, su participación final fue de seis partidos y tres goles.
Fue convocado por primera vez  para integrar el seleccionado que realizaría una gira de amistosos en Montevideo y Buenos Aires.
Luego fue convocado para el Campeonato Sudamericano 1926, disputado en los Campos de Sports. Fue titular en el primer triunfo oficial de Chile ante Bolivia por 7:1 en dicho torneo, Moreno marcó el 5-1 parcial a los 47 minutos del partido, con un remate desde un tiro de esquina, marcando el primer gol olímpico de la selección. Moreno actuó en dos partidos más de ese campeonato.

### Participaciones en el Campeonato Sudamericano
| Torneo                       | Sede  | Resultado     | Partidos | Goles |
| ---------------------------- | ----- | ------------- | -------- | ----- |
| Campeonato Sudamericano 1926 | Chile | Tercer puesto | 3        | 1     |
| Total                        | Total | Total         | 3        | 1     |

### Partidos internacionales
| 1     | 25 de noviembre de 1923 | Estadio Pocitos, Montevideo, Uruguay            | Uruguay    | 2-1 | Chile    |   | Amistoso                     |
| 2     | 2 de diciembre de 1923  | Estadio Alvear y Tagle, Buenos Aires, Argentina | Argentina  | 6-0 | Chile    |   | Amistoso                     |
| 3     | 12 de octubre de 1926   | Campos de Sports, Santiago, Chile               | Chile      | 7-1 | Bolivia  |   | Campeonato Sudamericano 1926 |
| 4     | 17 de octubre de 1926   | Campos de Sports, Santiago, Chile               | Chile      | 1-3 | Uruguay  |   | Campeonato Sudamericano 1926 |
| 5     | 3 de noviembre de 1926  | Campos de Sports, Santiago, Chile               | Chile      | 5-1 | Paraguay |   | Campeonato Sudamericano 1926 |
| Total |                         |                                                 | Presencias | 5   | Goles    | 1 |                              |

| 1     | 28 de noviembre de 1923 | Estadio Pocitos, Montevideo, Uruguay | Peñarol    | 6-2 | Chile |   | Amistoso |
| Total |                         |                                      | Presencias | 1   | Goles | 2 |          |

## Clubes
| Club           | País  | Año       |
| -------------- | ----- | --------- |
| Escuela Normal | Chile | 1918-1921 |
| Magallanes     | Chile | 1922-1924 |
| Colo-Colo      | Chile | 1925-1928 |
| Santiago       | Chile | 1929-1930 |

## Palmarés

### Torneos locales
| Título                                             | Club      | País  | Año  |
| -------------------------------------------------- | --------- | ----- | ---- |
| División de Honor                                  | Colo-Colo | Chile | 1925 |
| Copa de Campeones de Santiago                      | Colo-Colo | Chile | 1925 |
| Serie F de la Liga Central de Football de Santiago | Colo-Colo | Chile | 1928 |